# Socialized Hate
Socialized Hate è il primo album in studio del gruppo thrash metal statunitense Atrophy, pubblicato nel 1988.

## Tracce
1. Chemical Dependency – 4:04
2. Killing Machine – 3:43
3. Matter of Attitude – 3:25
4. Preacher, Preacher – 4:15
5. Beer Bong – 2:01
6. Socialized Hate – 5:01
7. Best Defense – 3:46
8. Product of the Past – 3:48
9. Rest in Pieces – 4:39
10. Urban Decay – 3:29

## Formazione
- Brian Zimmerman – voce
- Chris Lykins – chitarra
- Rick Skowron – chitarra
- James Gulotta – basso
- Tim Kelly – batteria